# Janczyce
Janczyce – wieś sołecka w Polsce, położona w województwie świętokrzyskim, w powiecie opatowskim, w gminie Baćkowice.
| SIMC    | Nazwa            | Rodzaj    |
| ------- | ---------------- | --------- |
| 1018249 | Górka            | część wsi |
| 1018255 | Janczyce-Kolonie | część wsi |
| 1018261 | Korgole          | część wsi |

W latach 1975–1998 miejscowość administracyjnie należała do województwa tarnobrzeskiego.